# Proiettile assistito a razzo

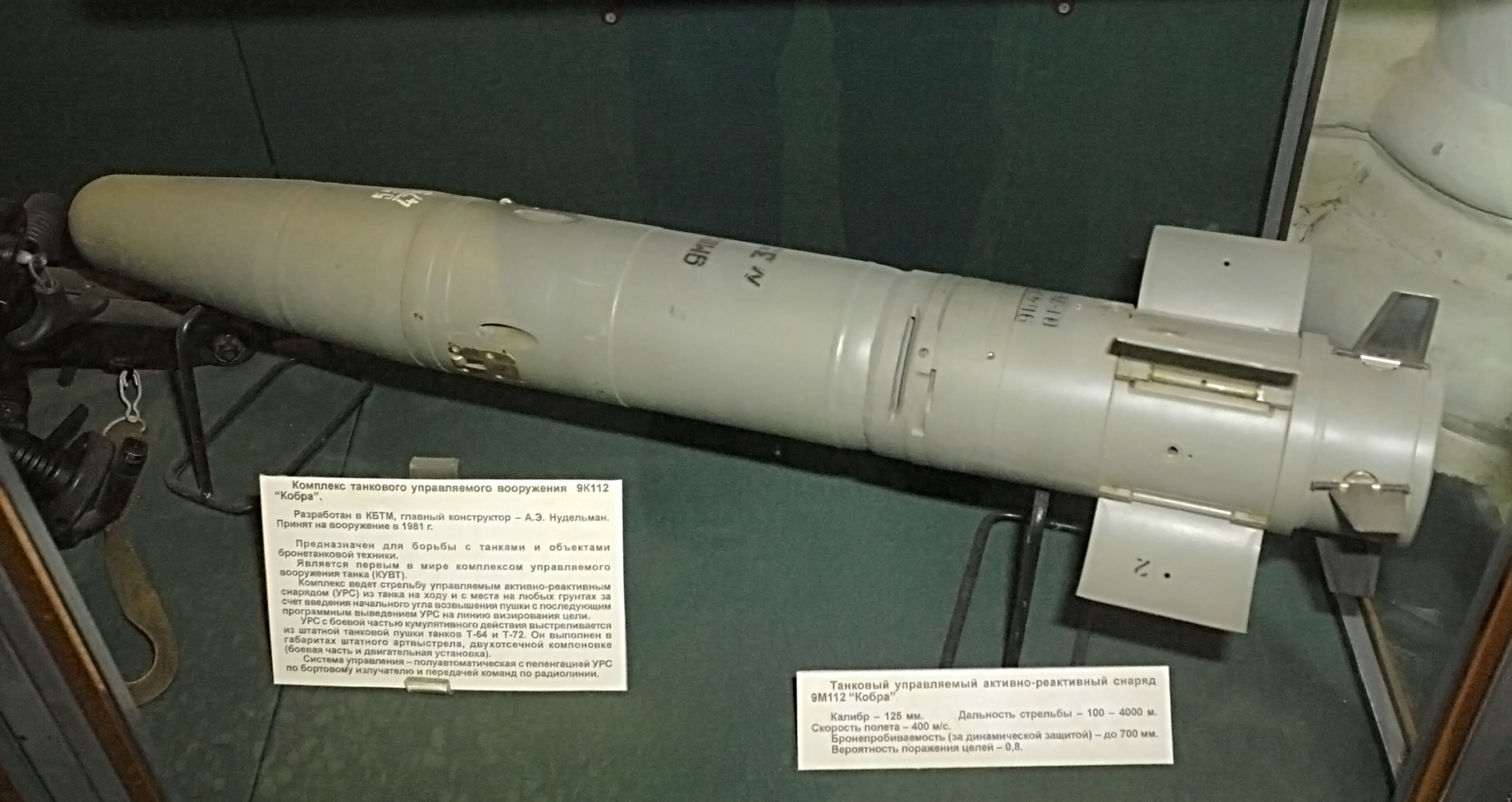
Un 9K112 Kobra da 125 mm, proiettile anticarro russo assistito a razzo

Un proiettile assistito a razzo è un proiettile utilizzato in artiglieria che incorpora un motore a razzo per fornire propulsione indipendente.
Questo permette al proiettile di avere maggior velocità e gittata di un proiettile convenzionale, spinto solo dalla carica esplosiva del colpo. Alcuni tipi di proiettili assistiti a razzo possono essere dotati di un mirino laser, per migliorare l'accuratezza.

## Utilizzo
Quando gli standard della NATO fissavano che gli eserciti degli stati membri fossero dotati di artiglieria da corpo d'armata con una portata minima di 30000 m, quasi tutti gli stati inserirono il proiettile assistito a razzo tra le loro munizioni da 155 mm. Solo le Forze armate del Belgio non necessitavano di questo proiettile, in quanto i loro cannoni raggiungevano già la gittata stabilita. Attualmente questi proiettili sono diffusi anche in paesi non aderenti alla NATO, non solo in artiglieria, ma anche come munizioni anticarro, in quanto sono più potenti di un colpo normale, ed è più facile adattarvi un congegno di mira (quale un mirino laser).